# 十七岁不哭
《十七岁不哭》是1997年播出的中国大陆青春题材电视剧，由王静执导，郝蕾、李晨、张超、陈嫣嫣、王卓、李轩、李牧、牛萌萌等主演。